# Rischio di concentrazione
Il rischio di concentrazione è il rischio da sostenere in caso di investimenti o crediti diretti ad uno stesso soggetto, oppure a gruppi di soggetti che appartengono ad uno stesso settore di attività o alla stessa area geografica. Esempi: 
- un risparmiatore investe tutti i suoi averi in una unica azione o obbligazione;
- una banca investe gran parte delle sue riserve in un solo paese;
- un investitore affida il suo denaro a ditte di tutto il mondo, ma si concentra troppo sull'industria tessile.

In caso di fallimento o inadempimento della controparte, per esposizioni relativamente importanti rispetto al capitale di cui si dispone, si perderebbero in un solo colpo tutti i crediti all'attivo patrimoniale.
Al fine di ovviare tali possibili inconvenienti è opportuno diversificare gli investimenti riducendo sostanzialmente il rischio di concentrazione.
Il rischio di concentrazione è misurabile.
Gli istituti di credito aderenti al Comitato di Basilea debbono, secondo l'accordo internazionale di vigilanza prudenziale Basilea II, monitorare le esposizioni in modo da minimizzare il rischio di concentrazione.